# Куэн, Луис
Луис Эдвард Куэн (англ. Louis Edward Kuehn, 2 апреля 1901 — 30 марта 1981) — американский прыгун в воду, олимпийский чемпион.
Луис Куэн родился в 1901 году в Портленде, штат Орегон. Дважды побеждал в чемпионате штата, в 1919 году стал чемпионом США среди юниоров. В 1920 году на Олимпийских играх в Антверпене Луис Куэн стал чемпионом в прыжках с 3-метрового трамплина.
Впоследствии Луис Куэн поступил в Университет штата Орегон, окончил Northwestern Law School и занимался юриспруденцией в штате Орегон. В течение 30 лет он был клерком в Multnomah County Circuit Court. Во время войны служил инструктором во флоте.